# Parafia św. Małgorzaty w Rogiedlach
Parafia Świętej Małgorzaty w Rogiedlach – rzymskokatolicka parafia we wsi Rogiedle, należąca do archidiecezji warmińskiej i dekanatu Orneta. Prowadzą ją Salezjanie.
Została utworzona 8 lipca 1913 roku. 
Proboszczem parafii jest ks. Stanisław Orpik SDB. 
Zabytkowy kościół parafialny pw. św. Małgorzaty jest orientowany i dwunawowy.